# Simulium ussovae
Simulium ussovae es una especie de insecto del género Simulium, familia Simuliidae, orden Diptera.

## Distribución
Se distribuye por Rusia.

## Taxonomía
Fue descrita científicamente por Bodrova, 1989.